# マリア・イザベラ・フォン・ブルボン＝パルマ
マリア・イザベラ・フォン・ブルボン＝パルマ（ドイツ語: Maria Isabella von Bourbon-Parma, 1741年12月31日 - 1763年11月27日）は、神聖ローマ皇帝ヨーゼフ2世の最初の妃。夫の帝位継承以前に死去したため、皇后にはならなかった。スペイン王フェリペ5世の王子フェリペ（パルマ公フィリッポ1世）とその妃でフランス王ルイ15世の王女であるルイーズ・エリザベートの長女。

## 生涯
マドリードで生まれ、その後パルマへ両親とともに移った。陰鬱で保守的な宮廷で、冷えきった両親の元で育つ。母エリザベートはイザベラを甘やかして育てた。当時の女性としては珍しく、哲学や倫理・理系の学問にも関心が深く、特に音楽にはずばぬけた才能を示した。マリア・イザベラは、この時代の女性としては、極めて進歩的な考えを持っていたようである。しかし10歳のとき、妹のマリア・ルイサが生まれ、母の愛情は妹に移った。婚約中からヨーゼフの妹、マリア・クリスティーナ（愛称：ミミ）と文通をし、ミミとは結婚後も最も親しく信頼できる関係であった。ミミと交わした熱烈な手紙が現存している。
1760年、ヨーゼフと結婚した。ヨーゼフはマリア・イザベラに会うや否や一目で恋し、以来彼女を熱愛する。また夫だけでなく、姑の女帝マリア・テレジア一家にも好意的に迎えられた。特にマリア・テレジアの夫フランツ1世は好意的で、父である彼にしか愛されず母や弟妹から嫌われていた次女（姉マリア・エリーザベトは夭折していたので実質的には長女）マリア・アンナが、父の愛情を奪われたことに激しく嫉妬する程であったという。
しかしマリア・イザベラは、夢見がちな女性で、来世における魂の救済に想いをはせることが多かった。また、夫の深い愛情に応えることにも苦しんでおり、ハプスブルク＝ロートリンゲン家嫡子の妻としての境遇に適応することが難しかった。鬱病であったと言われる。
もともと体は丈夫な方ではなく、最初の出産で死を覚悟しながら1762年3月19日に長女マリア・テレジア（1770年に夭逝）を出産した。マリア・テレジア夫妻から、「私たちも最初は女の子だった。男の子もすぐに授かるわよ」と励まされたが、「この苦しみは、男の子を産むまで続くのか」と、ミミに手紙でこぼしている。その後2度流産を経験している。
1763年11月22日、次女マリア・クリスティーネを妊娠中に天然痘に罹病し早産し、マリア・クリスティーネは出生後2時間で死亡した。ヨーゼフは必死で彼女を看病するが、回復することなく数日後に若くして死去した。

## 子女
- マリア・テレジア（1762年 - 1770年）
- マリア・クリスティーネ（1763年11月22日） ※誕生して数時間後に亡くなる